# Jakob Hommes
Jakob Hommes (* 12. Oktober 1898 in Völklingen; † 10. Juli 1966 in München) war ein deutscher katholischer Philosoph, Schriftsteller, Hochschullehrer und Hochschulrektor.

## Leben
Jakob Hommes studierte an der Ludwig-Maximilians-Universität München, unter anderem bei Joseph Geyser. 1925 wurde er in München promoviert. 1927 heiratete er Ria Ecker, mit der er insgesamt acht Kinder bekam. Bis 1931 war er noch Universitätsassistent in München und ging 1931 nach Freiburg im Breisgau, wo er von 1931 bis 1954 Hauptschriftleiter beim Verlag Herder war. In Freiburg wurde 1932 auch sein Sohn Ulrich geboren.
In der christlichen Auseinandersetzung mit dem in Deutschland aufkommenden Nationalsozialismus stand er 1933/34 – mit seiner Auffassung damals nicht alleinstehend – diesem bejahend gegenüber. Der Staats-, Wirtschafts- und Kulturwille des Nationalsozialismus erwies sich für ihn nach der Auswertung Rainer Bendels als „Durchbruch des vollen Naturrechts“ und bedeutete für ihn die „Wiederdurchsetzung der organischen Gemeinschafts- und Kulturverfassung, die Rückkehr zur Natur- und Schöpfungsordnung.“
Seine von der Entnazifizierungskommission eingeforderten Befragungsunterlagen befinden sich im Archiv der Albert-Ludwigs-Universität Freiburg. 1946 durfte er sich an der dortigen Philosophischen Fakultät mit einer 1953 veröffentlichten Arbeit zum Thema Der existentielle Ort und die Methode der Ontologie habilitieren.
In seinen Forschungen widmete er sich im Schwerpunkt der Existenz- und Existentialphilosophie des 20. Jahrhunderts. So setzte er sich auch mit der Spätphilosophie Martin Heideggers und dessen Frage nach dem „Wesen der Technik“ auseinander. Eine wesentliche Rolle spielte für ihn das Denken Thomas von Aquins sowie die Auseinandersetzung mit Georg Wilhelm Friedrich Hegel und Karl Marx.
1953 wurde er außerordentlicher Professor, 1956 dann ordentlicher Professor an der Philosophisch-theologischen Hochschule in Regensburg. Von 1959 bis 1965 war er Rektor der Hochschule. In seinen letzten Lebensjahren setzte er sich für die Überführung der Philosophisch-Theologischen Hochschule in eine ordentliche Fakultät der 1962 gegründeten Universität Regensburg ein. Im August 1962 wurde er diesbezüglich als Mitglied in den Organisationsausschuss und im Jahr 1963 in das Kuratorium für die Universität Regensburg berufen.

## Publikationen (Auswahl)
- Die philosophischen Grundlehren des Nikolaus Kusanus über Gott und das Verhältnis Gottes zur Welt. [Zugleich Diss. Philosophische Fakultät der LMU München, 1925], Benno Filser Verlag, Augsburg 1926.
- Lebens- und Bildungsphilosophie als völkische und katholische Aufgabe. Verlag Herder, Freiburg i. Br. 1934.
- Zwiespältiges Dasein. Die existenziale Ontologie von Hegel bis Heidegger. Verlag Herder [in Komm.], Freiburg i. Br. 1953.
- Der technische Eros. Das Wesen der materialistischen Geschichtsauffassung. Verlag Herder, Freiburg i. Br. 1955.
- Kommunistische Ideologie und christliche Philosophie. Bundeszentrale für Heimatdienst, Bonn 1956.
- Koexistenz – philosophisch beleuchtet. Bundeszentrale für Heimatdienst, Bonn 1956.
- Krise der Freiheit. Hegel, Marx, Heidegger. Verlag Friedrich Pustet, Regensburg 1958.
- Dialektik und Politik. Vorträge und Aufsätze zur Philosophie in Geschichte und Gegenwart. Mit Einführung und Bibliographie herausgegeben von Ulrich Hommes. J.P. Bachem Verlag, Köln 1968